# Rachel Portman
Pour les articles homonymes, voir Portman.
Rachel Mary Berkeley Portman est une compositrice née le 11 décembre 1960 à Haslemere (Royaume-Uni).
Elle fut la première femme à remporter un Oscar de la meilleure musique de film en 1997 pour sa composition du film Emma, l'entremetteuse.

## Œuvres de concert
- A celebration pour 20 cuivres
- The birds pour chœur et piano
- The lamplighters pour chœur et piano
- Look at the stars pour chœur et piano
- The roses pour chœur et piano
- The little prince, opéra
- The water diviner pour récitant, 5 voix, chœur et orchestre
- Fantasy pour violoncelle et piano
- Rhapsody pour violon, violoncelle et piano
- For Julian pour piano
- Little house on the prairie, comédie musicale

## Filmographie
- 1982 : Experience Preferred... But Not Essential (TV)
- 1982 : Privileged
- 1984 : Last Day of Summer (TV)
- 1984 : Reflections
- 1985 : Four Days in July (TV)
- 1986 : Sharma and Beyond
- 1986 : A Little Princess (TV)
- 1986 : Good as Gold (TV)
- 1987 : The Short and Curlies (TV)
- 1987 : La Guerre des Malouines (The Falklands War: The Untold Story) (TV)
- 1987 : 90 Degrees South
- 1987 : 1914 All Out (TV)
- 1988 : Sometime in August (TV)
- 1988 : Loving Hazel (TV)
- 1988 : Monstres et Merveilles ("The Storyteller") (série TV)
- 1989 : Precious Bane (TV)
- 1989 : Monster Maker (TV)
- 1989 : Living with Dinosaurs (TV)
- 1989 : Young Charlie Chaplin (TV)
- 1989 : The Woman in Black (TV)
- 1990 : The Widowmaker (TV)
- 1990 : The Storyteller: Greek Myths (feuilleton TV)
- 1990 : Shoot to Kill (TV)
- 1990 : Life Is Sweet
- 1990 : Oranges Are Not the Only Fruit (TV)
- 1991 : Flea Bites (TV)
- 1991 : L'Amour en larmes (Where Angels Fear to Tread)
- 1991 : Antonia et Jane (Antonia and Jane)
- 1992 : The Cloning of Joanna May (TV)
- 1992 : Rebecca's Daughters
- 1992 : Mr. Wakefield's Crusade (TV)
- 1992 : 4 New-yorkaises (Used People)
- 1993 : L'Envol de Gabrielle (Great Moments in Aviation) (TV)
- 1993 : Ethan Frome
- 1993 : Benny and Joon
- 1993 : Le Club de la chance (The Joy Luck Club)
- 1993 : Friends
- 1994 : La Guerre des boutons (War of the Buttons)
- 1994 : Sirènes (Sirens)
- 1994 : Seulement toi (Only You)
- 1994 : Aux bons soins du docteur Kellogg (The Road to Wellville)
- 1995 : A Pyromaniac's Love Story
- 1995 : Nicotine (Smoke)
- 1995 : Les Amateurs (Palookaville)
- 1995 : Extravagances (To Wong Foo Thanks for Everything, Julie Newmar)
- 1996 : Les Aventures de Pinocchio (The Adventures of Pinocchio)
- 1996 : Emma, l'entremetteuse (Emma)
- 1996 : Simples Secrets (Marvin's Room)
- 1997 : L'Amour, toujours l'amour (Addicted to Love)
- 1997 : La Belle et la Bête 2 (Beauty and the Beast: The Enchanted Christmas) (vidéo)
- 1998 : Méli-Mélo (Home Fries)
- 1998 : Beloved
- 1999 : L'Autre Sœur (The Other Sister)
- 1999 : Ratcatcher
- 1999 : L'Œuvre de Dieu, la Part du Diable (The Cider House Rules)
- 2000 : The closer you get - Séduction à l'irlandaise (The Closer You Get)
- 2000 : La Légende de Bagger Vance (The Legend of Bagger Vance)
- 2000 : Le Chocolat (Chocolat)
- 2001 : The Emperor's New Clothes
- 2002 : Mission Évasion (Hart's War)
- 2002 : La Vérité sur Charlie (The Truth About Charlie)
- 2002 : Nicholas Nickleby
- 2003 : La Couleur du mensonge (The Human Stain) de Robert Benton
- 2003 : Le Sourire de Mona Lisa (Mona Lisa Smile)
- 2004 : Un crime dans la tête (The Manchurian Candidate)
- 2004 : The Little Prince (TV)
- 2005 : Because of Winn-Dixie
- 2005 : Oliver Twist
- 2006 : Entre deux rives
- 2006 : Scandaleusement célèbre (Infamous)
- 2008 : Détention secrète
- 2008 : The Duchess
- 2009 : Grey Gardens (TV)
- 2010 : Auprès de moi toujours (Never Let Me Go)
- 2011 : Un Jour
- 2012 : Bel-Ami de Declan Donnellan et Nick Ormerod
- 2012 : Je te promets
- 2014 : Dolphin Tale 2
- 2016 : Une belle rencontre (Their Finest) de Lone Scherfig
- 2016 : Despite the Falling Snow de Shamim Sarif
- 2020 : Marraine ou presque (Godmothered) de Sharon Maguire

## Récompenses et Nominations

### Récompenses
- 1997 : Oscar de la meilleure musique de film pour Emma, l'entremetteuse

### Nominations
- 2000 : Nomination à l'Oscar de la meilleure musique de film pour L'Œuvre de Dieu, la part du Diable
- 2001 : Nomination à l'Oscar de la meilleure musique de film pour Le Chocolat
- 2001 : Nomination au Golden Globe de la meilleure musique de film pour Le Chocolat

## Distinctions
- Officier de l'ordre de l'Empire britannique (OBE, 2010)[2]